# Laboratorio Destiny
El módulo Destiny, también conocido como laboratorio estadounidense es la principal instalación de operaciones para los experimentos estadounidenses a bordo de la Estación Espacial Internacional (EEI). Fue conectado al módulo Unity y activado durante un período de cinco días en febrero de 2001. Destiny es la primera estación de investigación operativa de la NASA en órbita desde el final del programa Skylab en febrero de 1974.
Boeing comenzó la construcción del laboratorio de investigación de 14.5 toneladas en 1995 en la Instalación de Ensamblaje de Michoud y más adelante en el Marshall Space Flight Center en Huntsville, Alabama. Destiny fue trasladado al Kennedy Space Center de Florida en 1998, y fue entregado a la NASA para las preparaciones previas al lanzamiento en agosto del 2000. Fue lanzado el 7 de febrero de 2001 a bordo del Transbordador Espacial Atlantis en la STS-98.
Los astronautas trabajan en el interior de la instalación presurizada para realizar experimentos en un gran número de campos de la ciencia. Los científicos de todo el mundo utilizan el laboratorio para mejorar el entendimiento en campos como la medicina, la ingeniería, la biotecnología, la física, ciencia de materialesy ciencias de la Tierra.

## Lanzamiento e instalación

Insignia de la misión STS-98.

Destiny fue lanzado a la EEI en la misión STS-98 del transbordador espacial el 7 de febrero de 2001 a bordo del Transbordador Espacial Atlantis. El 10 de febrero de 2001 a las 9:50 a. m. CST, la instalación del Destiny comenzó. Primero, el CanadaArm (SRMSS) del transbordador fue utilizado para retirar el Adaptador de Acoplamiento Presurizado (PMA 2) del puerto frontal del nodo Unity, donde se acoplaría el Destiny. El PMA-2 se acopló temporalmente al anillo frontal del armazón Z1. Destiny fue "agarrado" por el brazo robótico a las 11:23, extraído de la bahía de carga del Atlantis, y conectado al puerto frontal del Unity. Dos días después, el PMA-2 fue movido a su ubicación semipermanente en la escotilla frontal del Destiny.  (Véase también Adaptador de Acoplamiento Presurizado y Armazón Z1.) Varios años más tarde, el 14 de noviembre de 2007, el módulo Harmony fue acoplado a la parte frontal del laboratorio Destiny.
La adición del Destiny aumentó el volumen habitable en 107 metros cúbicos, un aumento del 41 por ciento.

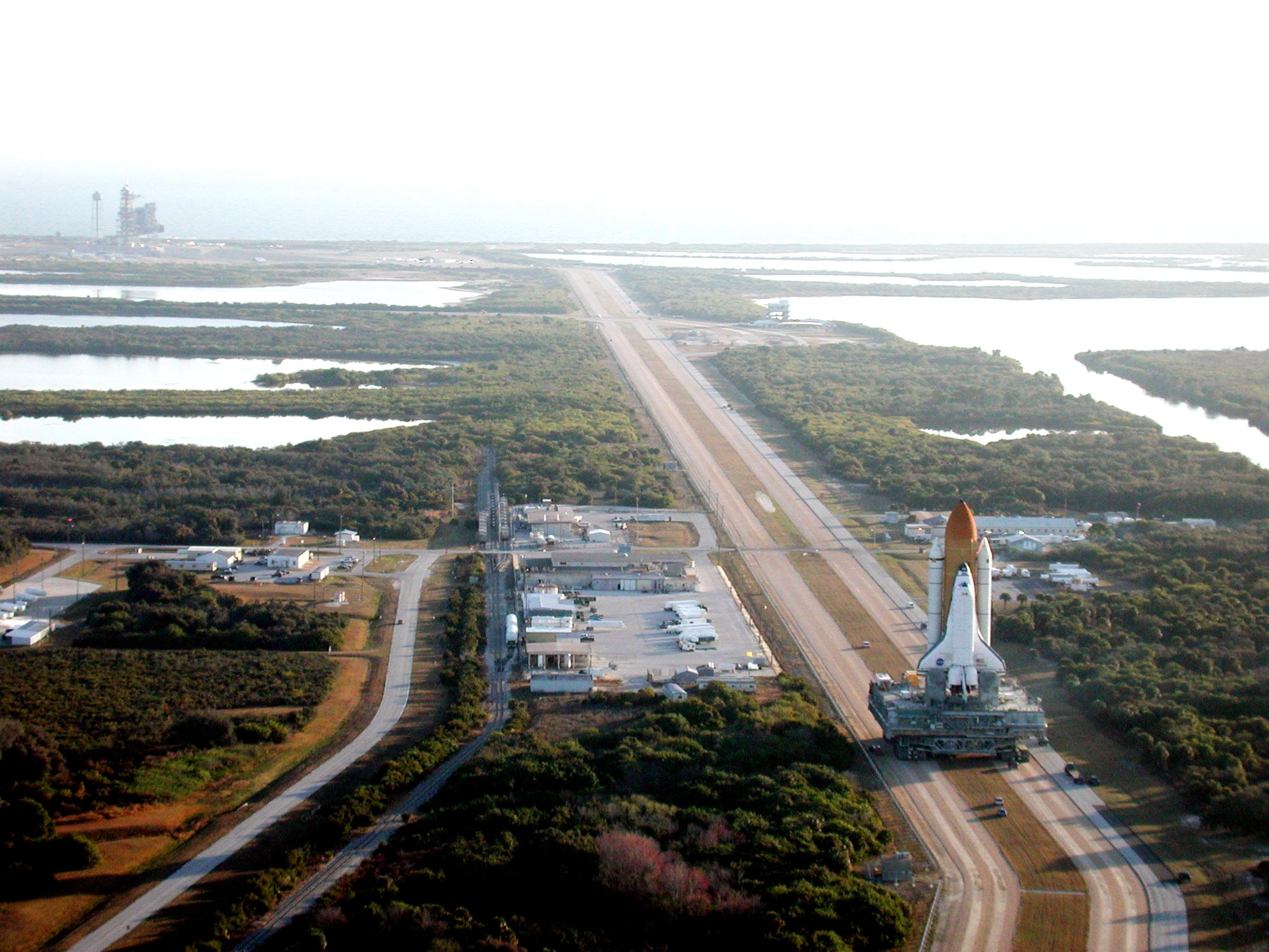
Destiny se dirige a la plataforma de lanzamiento.
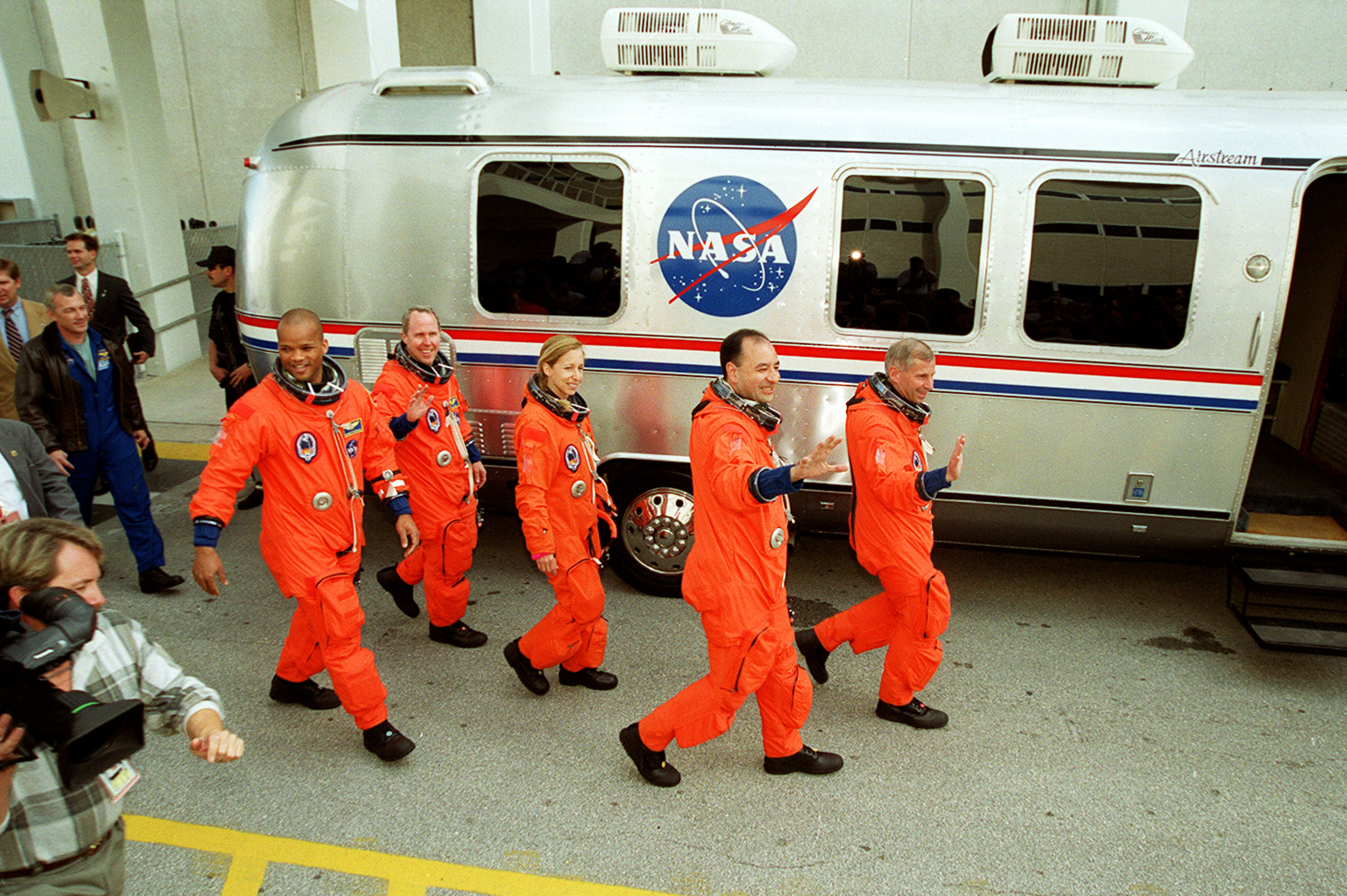
La tripulación del transbordador antes del lanzamiento.
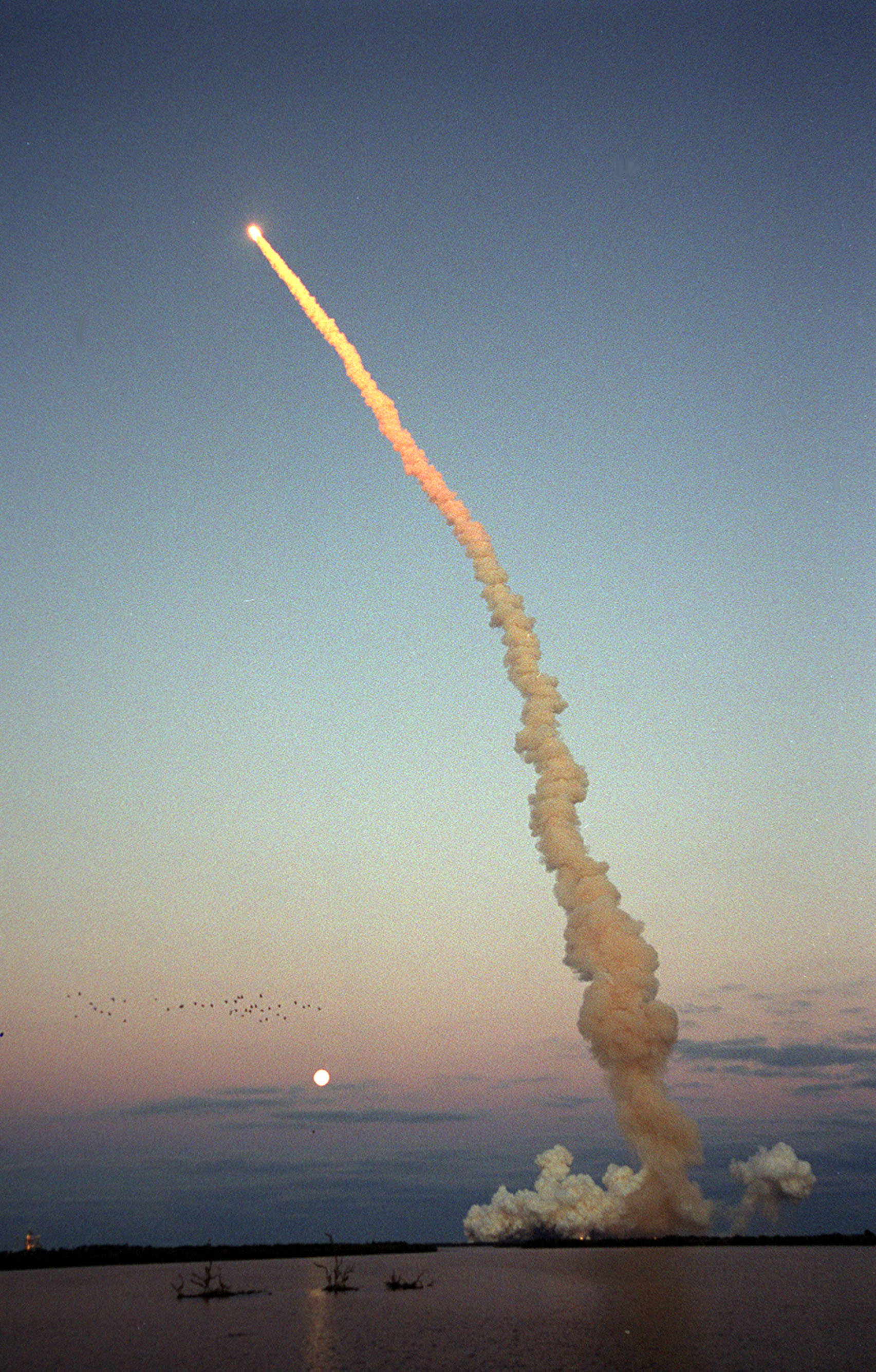
Despegue.
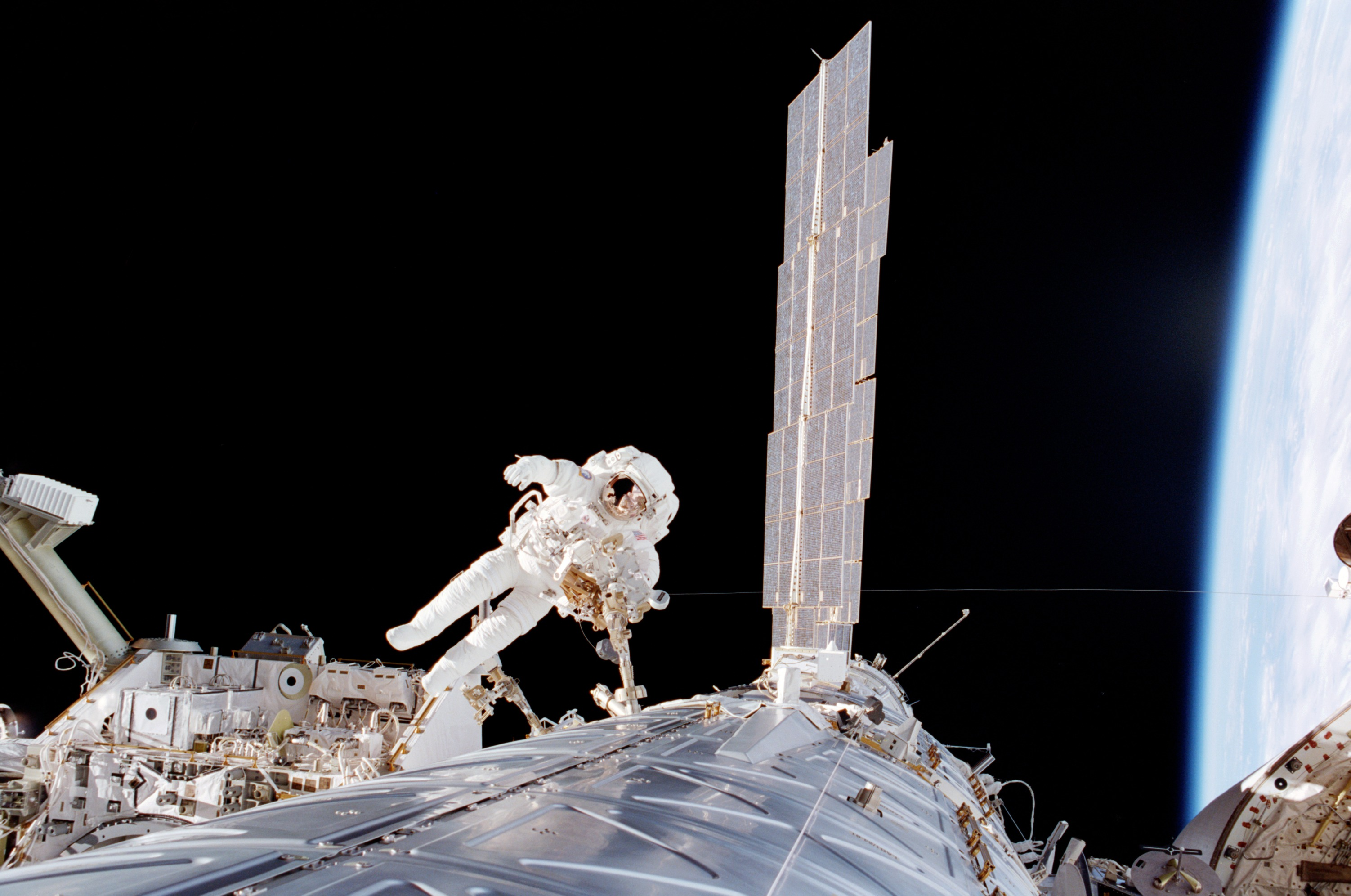
EVA de un astronauta con el Destiny.
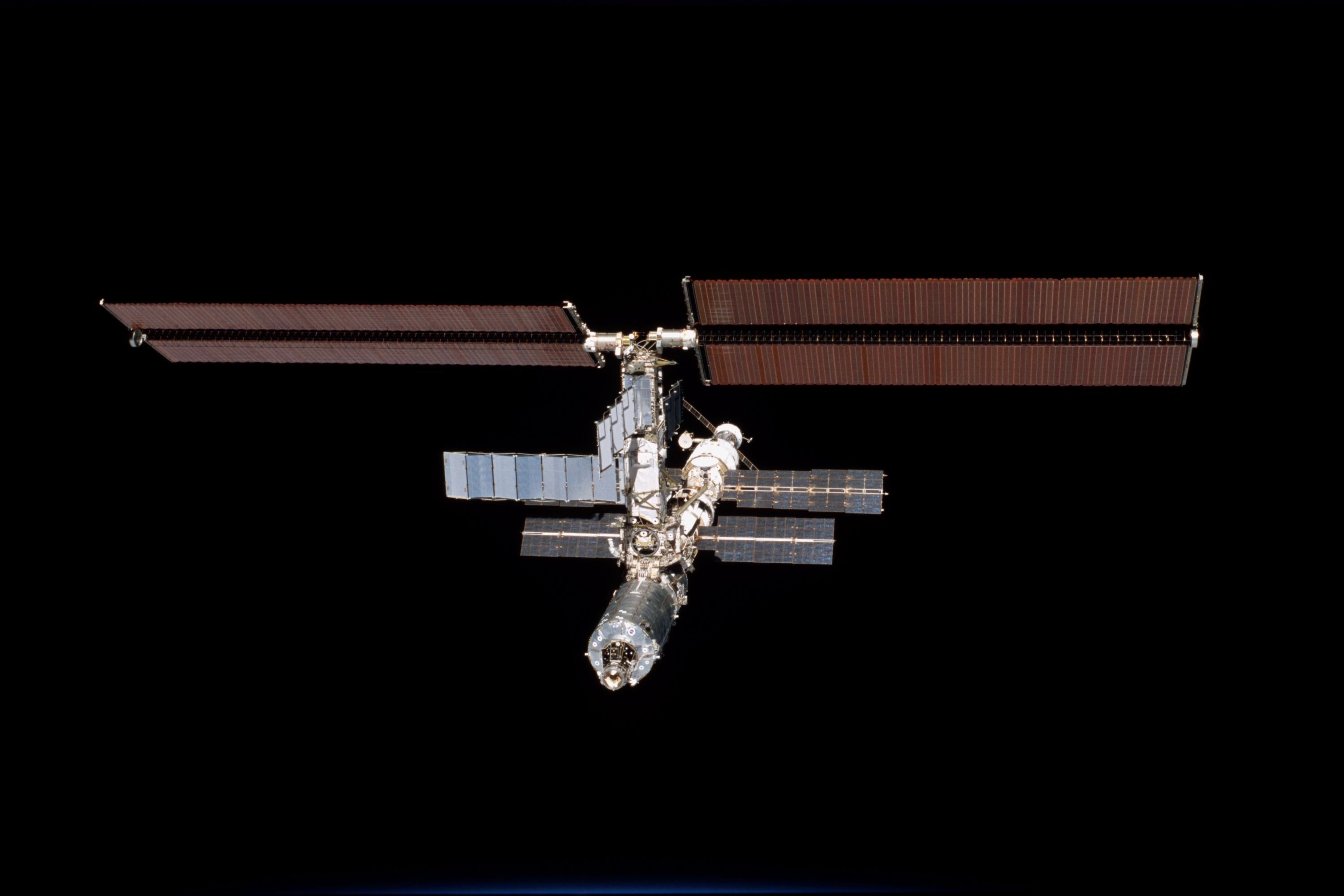
La recién ampliada ISS con el laboratorio Destiny, febrero de 2001.

## Estructura del laboratorio

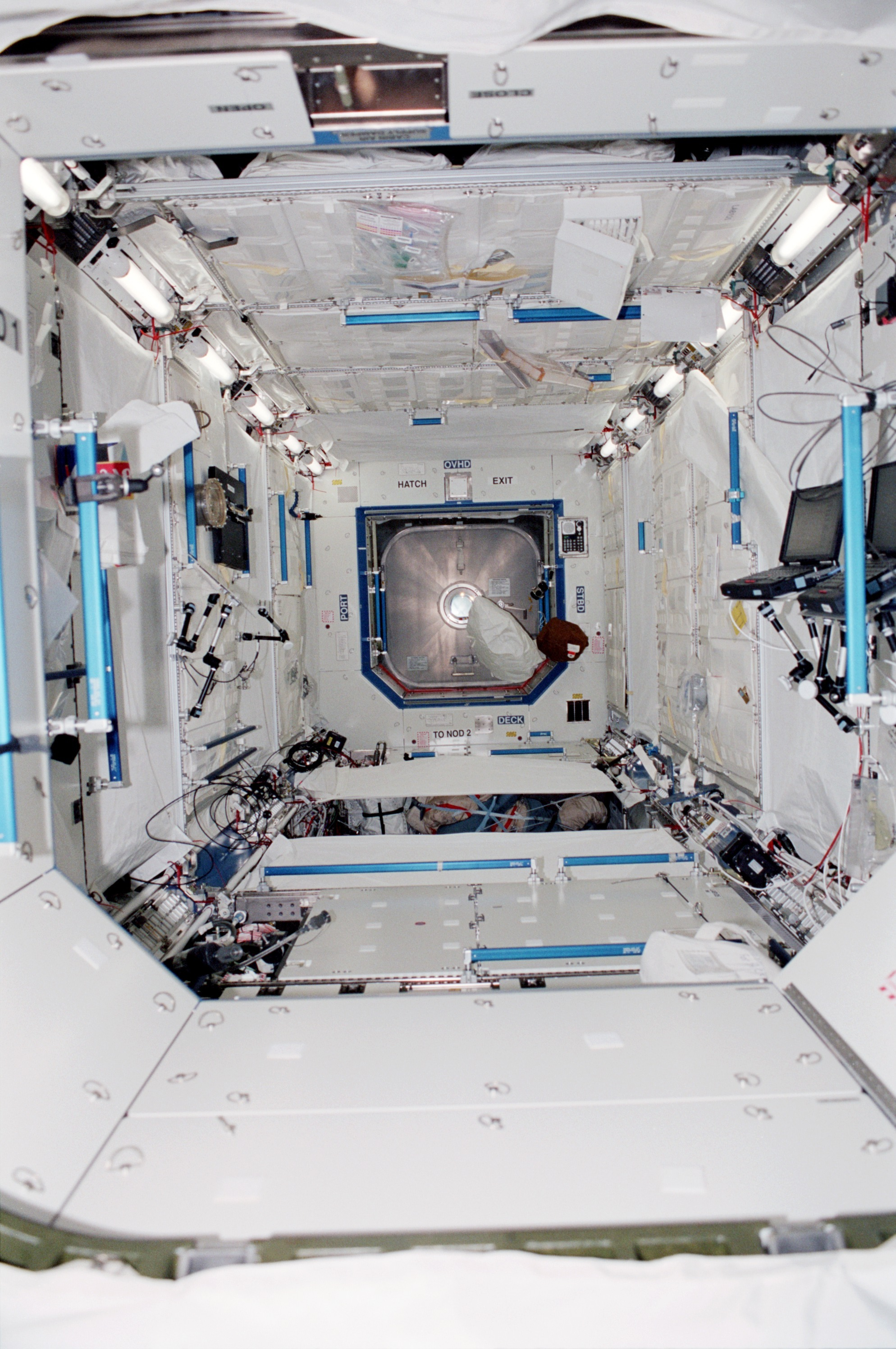
El laboratorio Destiny inmediatamente después de su instalación en 2001.

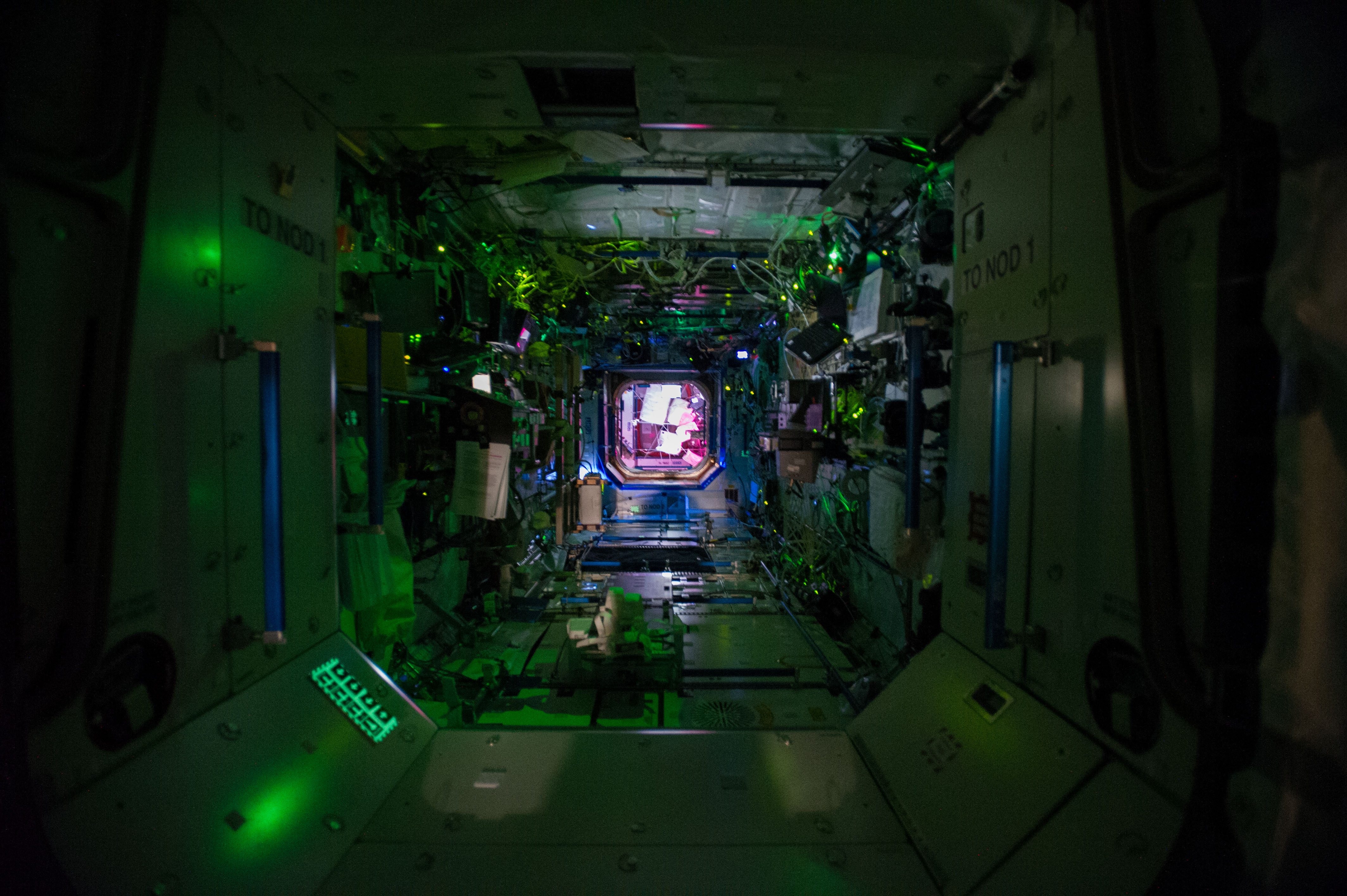
El interior del laboratorio con las luces apagadas, mientras la tripulación duerme.

El laboratorio estadounidense mide 8,5 m de largo y 4,3 m de ancho. Está fabricado con aluminio y acero inoxidable, y comprende tres secciones cilíndricas y dos extremos que contienen las aberturas de las escotillas a través de las que los astronautas entran y salen del módulo. El puerto trasero del Destiny está conectado al frontal del Unity, y el frontal del Destiny está conectado al trasero del Harmony. Los extremos están pintados de azul y blanco respectivamente para facilitar la navegación a la tripulación. Una ventana de 51 cm de diámetro se encuentra en un lateral del segmento central del módulo.
Cada uno de los dos puertos del Destiny contiene una escotilla. Ambas escotillas están habitualmente abiertas y se mantienen de esa manera a menos que surja una situación en la que el módulo debe ser aislado. Cada una tiene una ventana. Las escotillas pueden abrirse y cerrarse desde ambos lados. También tienen un sistema de bloqueo por presión que evita que se pueda abrir si hay una diferencia demasiado grande de presión entre los dos extremos (más grande en el exterior). Las aberturas para las escotillas, características de este módulo, tienen forma de hexágono.
Destiny tiene una ventana de 51 cm de diámetro de cristal de alta calidad y ópticamente pura que se encuentra en un rack abierto y utilizada principalmente para observaciones de la Tierra. Los miembros de la tripulación utilizan cámaras de fotos y vídeo de alta calidad para capturar los paisajes cambiantes de la Tierra. Una persiana protege el cristal de los potenciales impactos de micrometeoritos durante la vida de la EEI. La tripulación abre manualmente la persiana al utilizar la ventana.
Imágenes captadas desde la ventana del Destiny han dado a geólogos y meteorólogos la oportunidad de estudiar inundaciones, avalanchas, fuegos y eventos oceánicos como la floración del plankton de forma nunca vista, así como glaciares, barreras de coral y el crecimiento urbano.

### Especificaciones

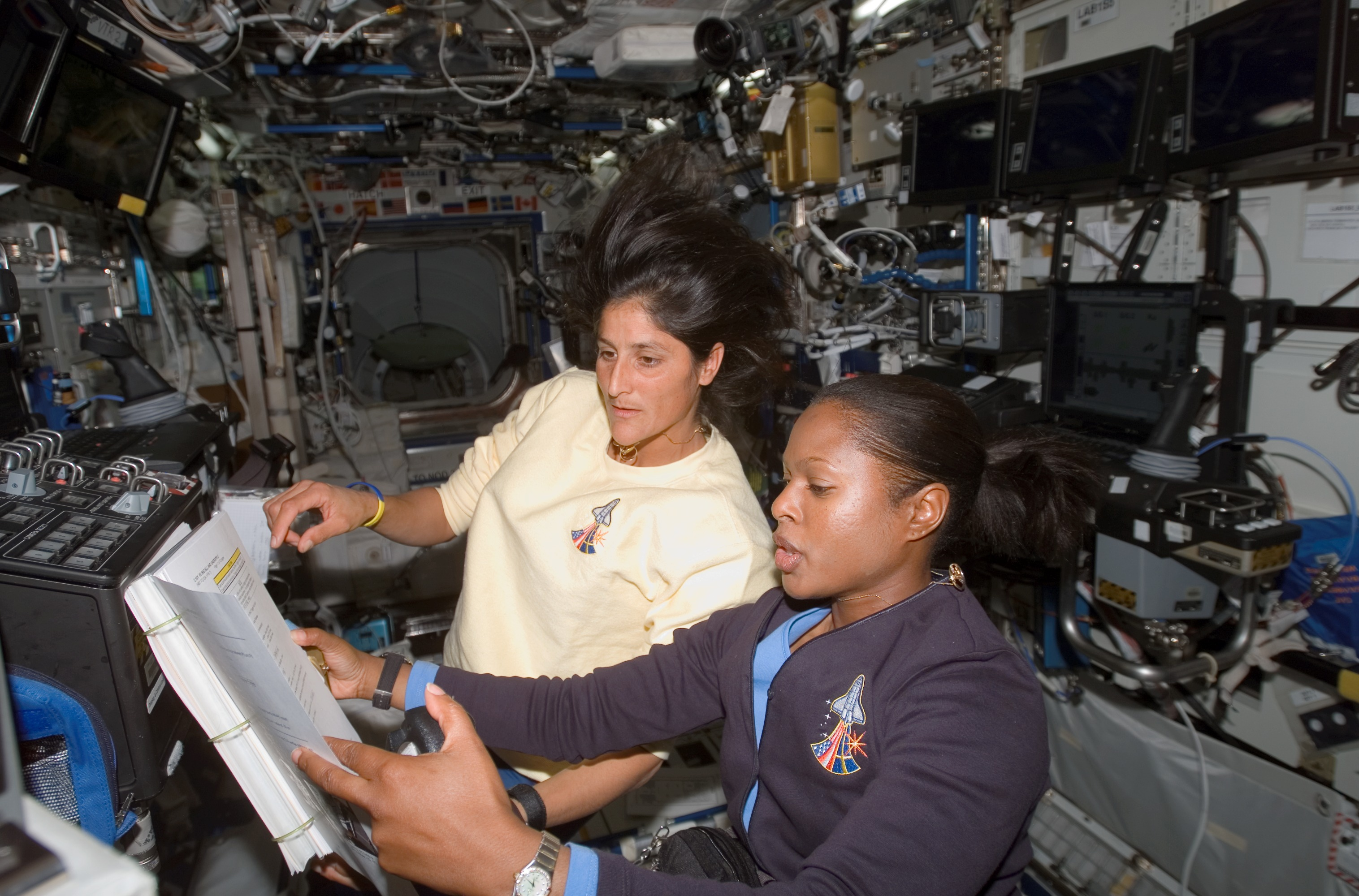
Joan E. Higginbotham y Sunita L. Williams trabajando con los controles del Sistema de Manipulador Remoto de la estación en el laboratorio Destiny.

- Longitud: 8,53 m
- Diámetro: 4,27 m
- Masa: 14 520 kg
- Volumen presurizado: 106 m3

## Equipamiento

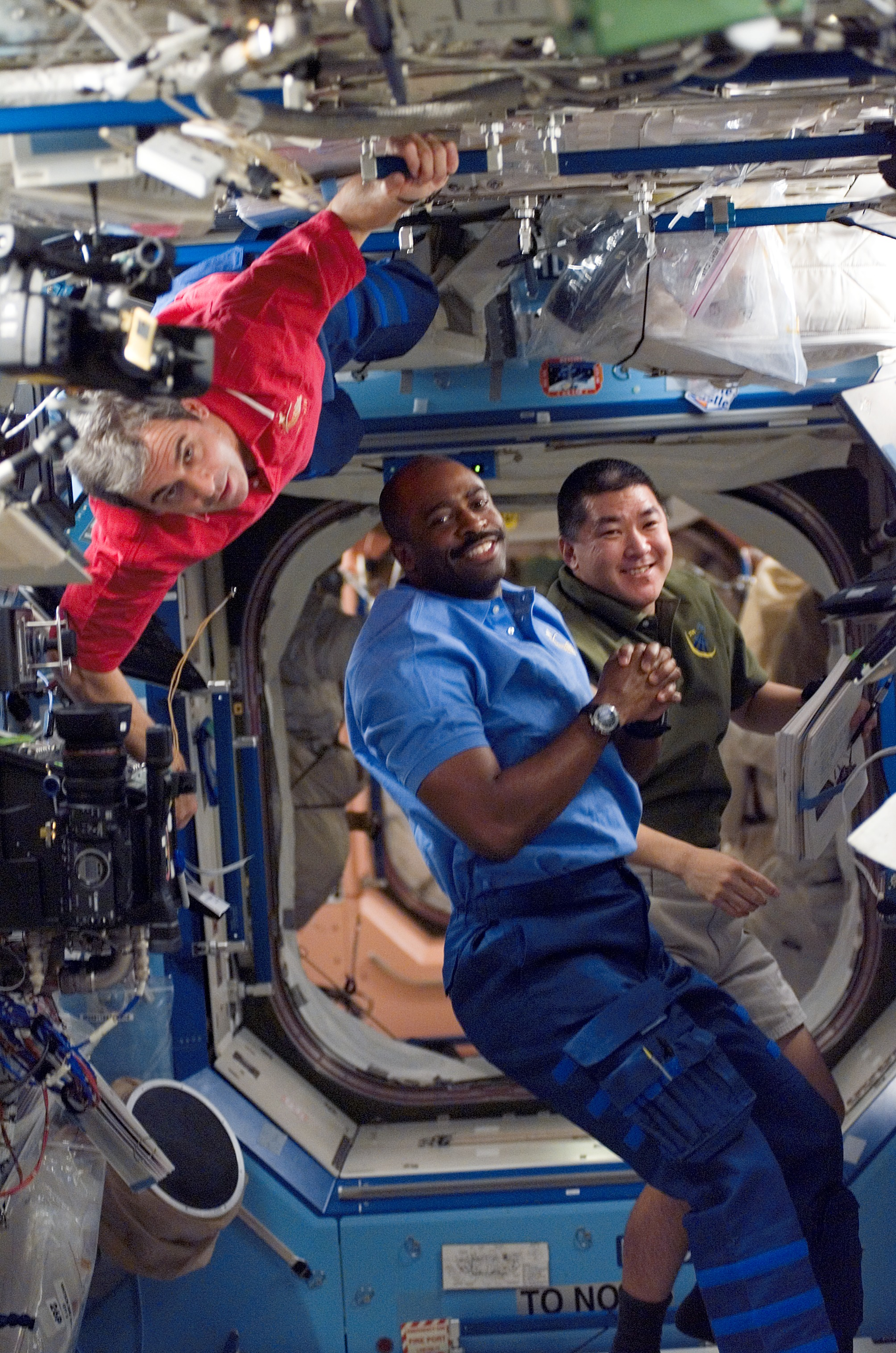
Leland D. Melvin y los especialistas de misión del STS-122 trabajando en el equipamiento robótico del laboratorio

Como es el caso con los laboratorios europeos y japoneses, las cargas del interior del Destiny están configuradas alrededor de los International Standard Payload Racks (ISPRs), que se pueden retirar o reconfigurar para varios experimentos o equipamientos. Fabricado basándose en una estructura compuesta de grafito, cada rack pesa unos 540 kg, y mide unos 1,9 m de alto y 1,1 m de ancho. Las ocho bahías para racks están equipadas con cortinas que proporcionan unos 8,2 m3 de espacio de almacenamiento temporal mientras no están ocupadas por experimentos.
Destiny llegó a la estación preconfigurado con cinco racks que contenían sistemas eléctricos y de soporte vital aportando energía, agua de refrigeración, revitalización del aire y control de la temperatura y la humedad. Siete racks adicionales fueron llevados al Destiny en el Leonardo MPLM durante la STS-102, y otros diez fueron entregados en las sucesivas misiones. Destiny puede contener hasta 13 racks con experimentos en muchos campos. El laboratorio tiene un total de 24 racks en su interior, seis en cada lado.
Tras las estanterías de racks se encuentran los "stand-offs". Estas estructuras aportan un espacio donde realizar las conexiones eléctricas, de datos, de aire acondicionado y muchos otros sistemas que soportan el funcionamiento de los racks. Los racks se conectan a estos conductos y redes de cableado mediante conectores que se encuentran en la parte trasera en cada hueco disponible para un rack.
Conexiones cruzan el vestíbulo, la zona entre el Unity y el Destiny, para conectar tubos y cables entre los dos. También se instalaron correas de tierra entre ambos módulos conectando el Common Berthing Mechanism Activo (ACBM) del Unity al Common Berthing Mechanism Pasivo (PCBM) del Destiny.
Otros de los mecanismos del Destiny son los CBMs (pasivo y activo) y la persiana de la ventana. El ACBM se sitúa en el puerto frontal conectado al nodo Harmony. El PCBM se sitúa en el puerto trasero, conectado con el Unity.

### Equipamiento científico

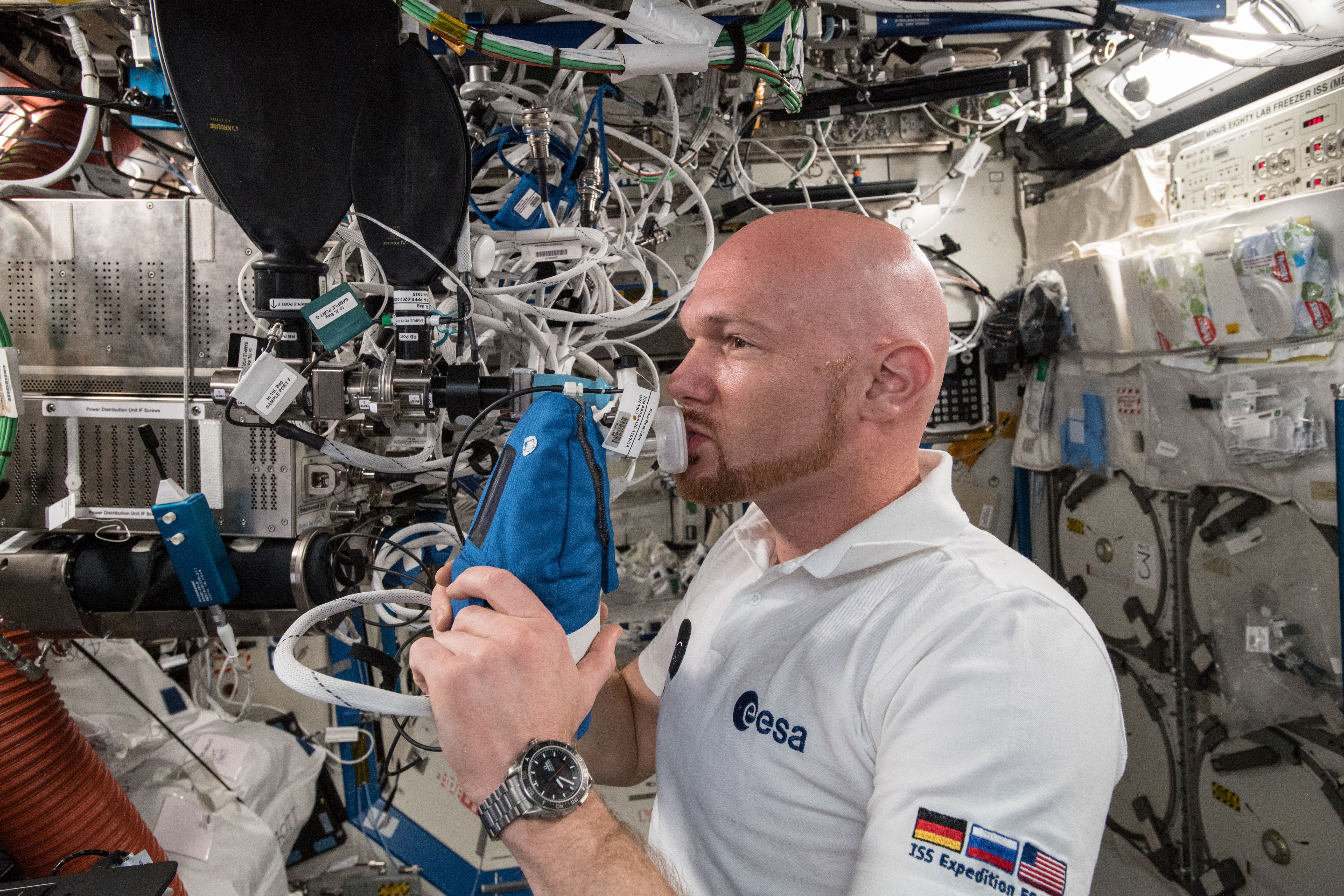
Alexander Gerst trabaja en el módulo Destiny.

Destiny contiene el Congelador de Laboratorio de Menos Ochenta Grados para la EEI (MELFI), transportado a la EEI en el STS-121. El congelador se utiliza para almacenar muestras y reactivos en la estación y para transportarlos a y desde esta en un ambiente controlado.
Actualmente se encuentra instalada en la ventana de observación del Destiny la Agricultural Camera (AgCam). Un sistema de imagen multiespectral construido y operado principalmente por estudiantes y facultativos de la Universidad de Dakota del Norte. Su propósito es capturar imágenes frecuentes, en el espectro visible e infrarrojo, de zonas de la Tierra con vegetación y pretende una mayor efectividad respecto a sistemas actuales como el Landsat a la hora de apoyar la agricultura en temporada.

## Veggie
En 2016 la tripulación de la EEI operó el experimento Veg-03. En noviembre cosecharon una lechuga romana comestible que contribuyó a la comida de los astronautas. Como parte del experimento también se devuelven a la Tierra muestras de repollo para su estudio. Esto utiliza el módulo de experimentos Veggie del Destiny, que puede aportar luz y nutrientes para experimentos de cultivo de plantas.

## Ventana nadir delDestiny
La ventana nadir, formalmente conocida como La Ventana de la Ciencia del Laboratorio Estadounidense, tiene las "...ópticas de mayor calidad que han volado en una nave ocupada por humanos...", según la NASA, y puede soportar la realización de imágenes y observaciones de la Tierra. En 2010 una instalación de investigación llamada WORF fue llevada a la estación, y la primera fotografía tomada con ella se realizó en enero de 2011. WORF fue entregado por el vuelo 19A de la EEI (la misión STS-131).

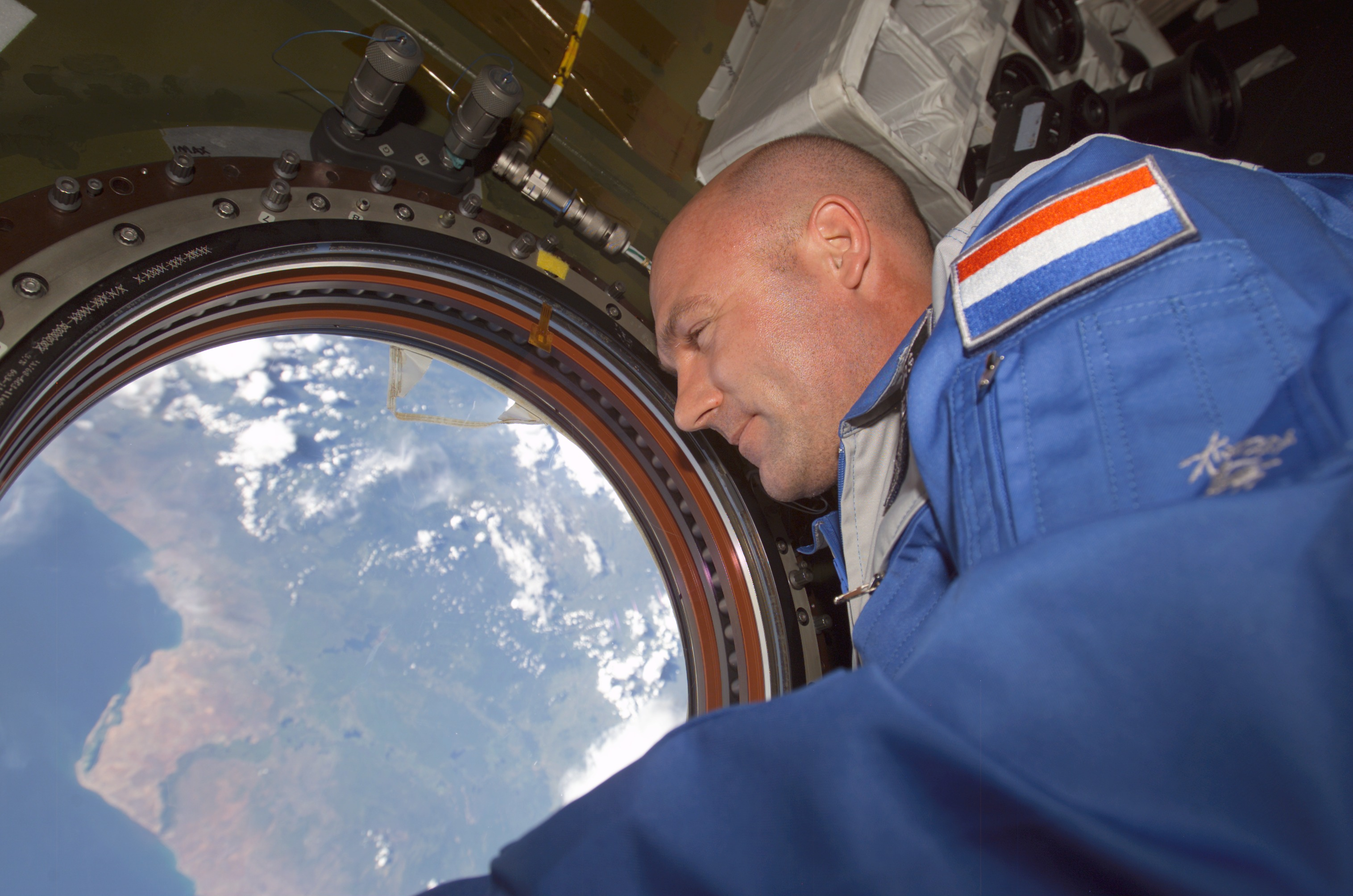
El astronauta neerlandés de la ESA André Kuipers mira a través de la ventana nadir del Destiny hacia la Tierra.
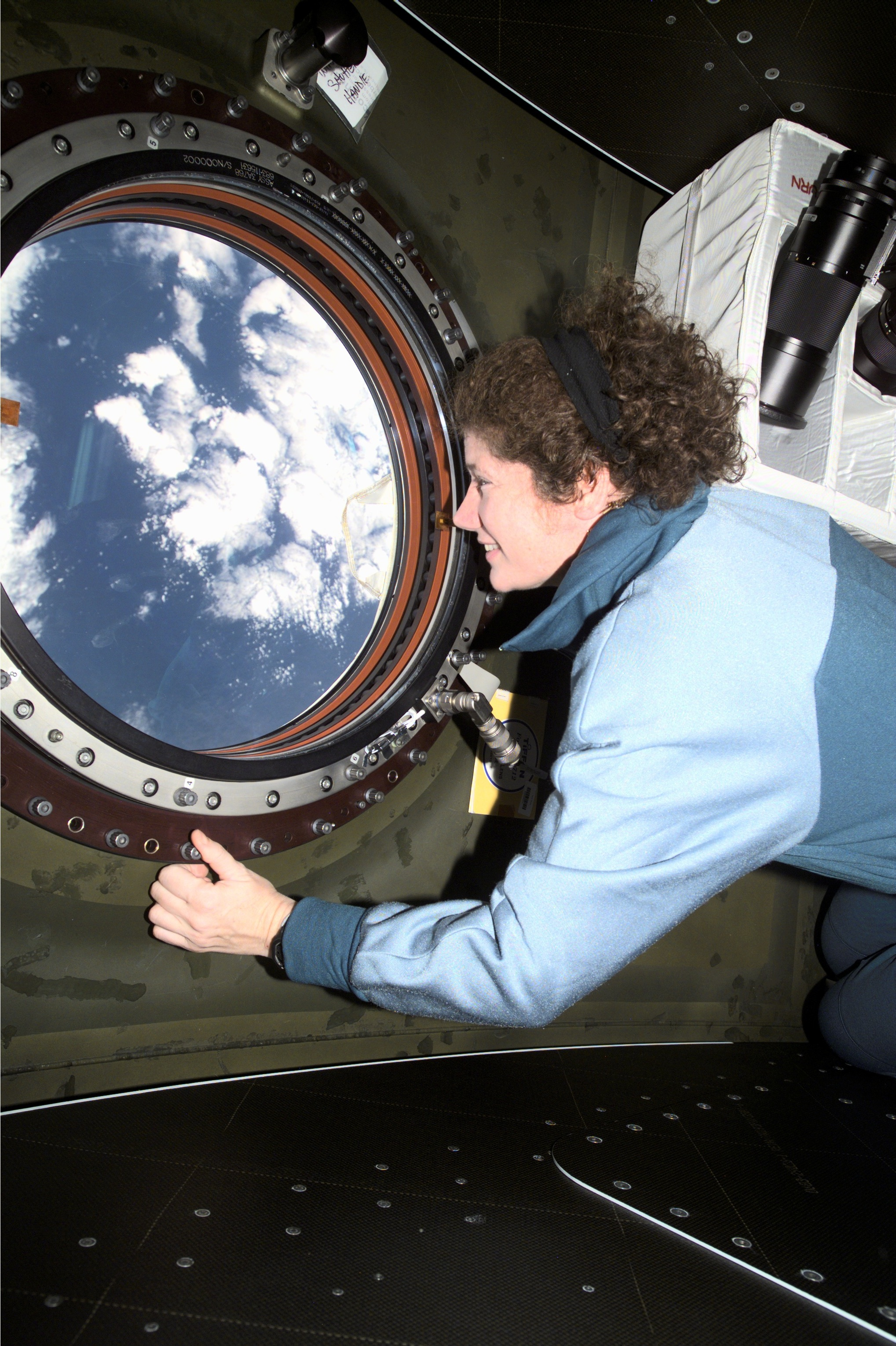
La astronauta Susan Helms mira por la ventana, 2001.
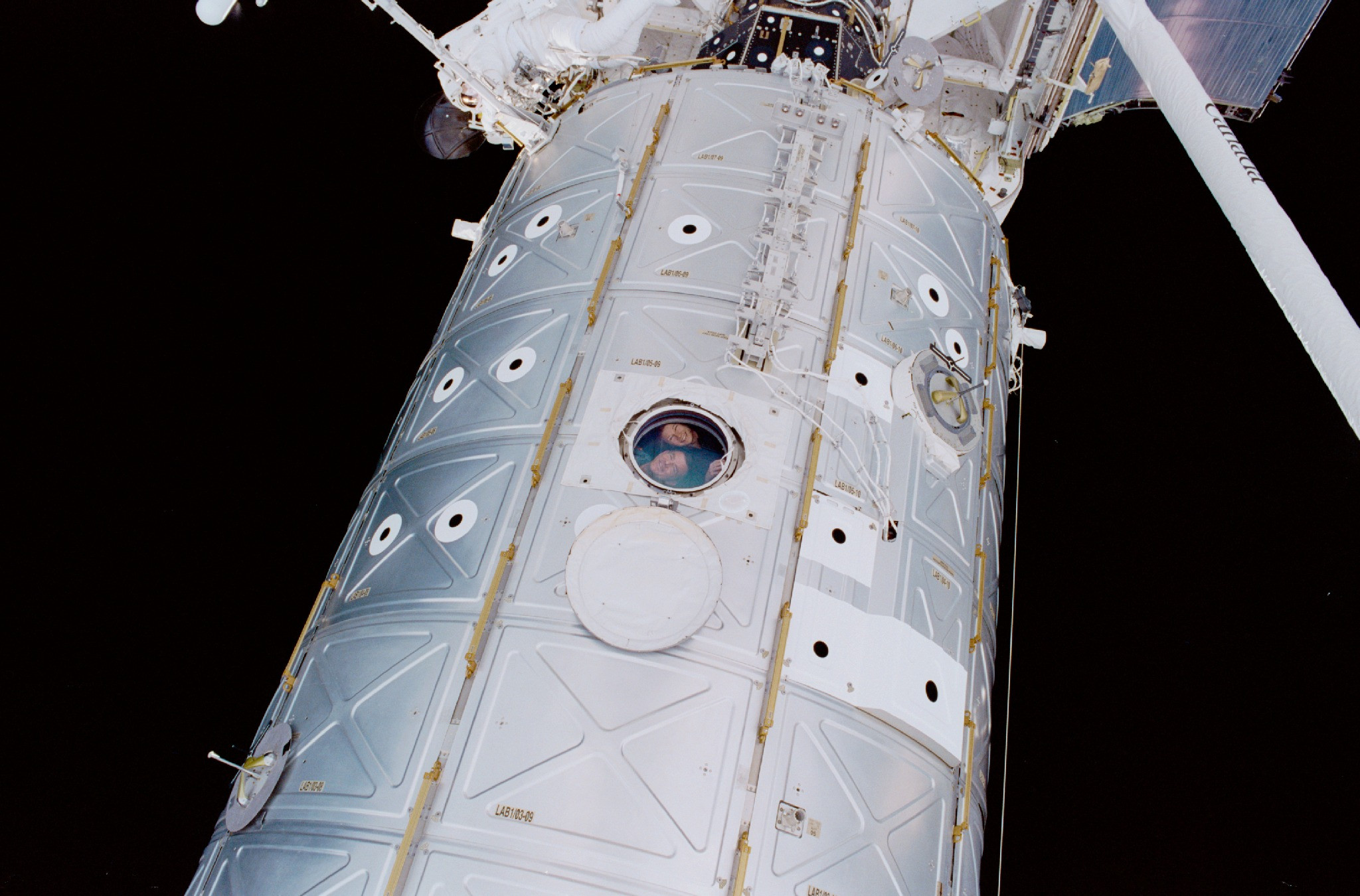
Vista del nadir del Destiny con los astronautas Susan J. Helms y James S. Voss asomándose.

### WORF

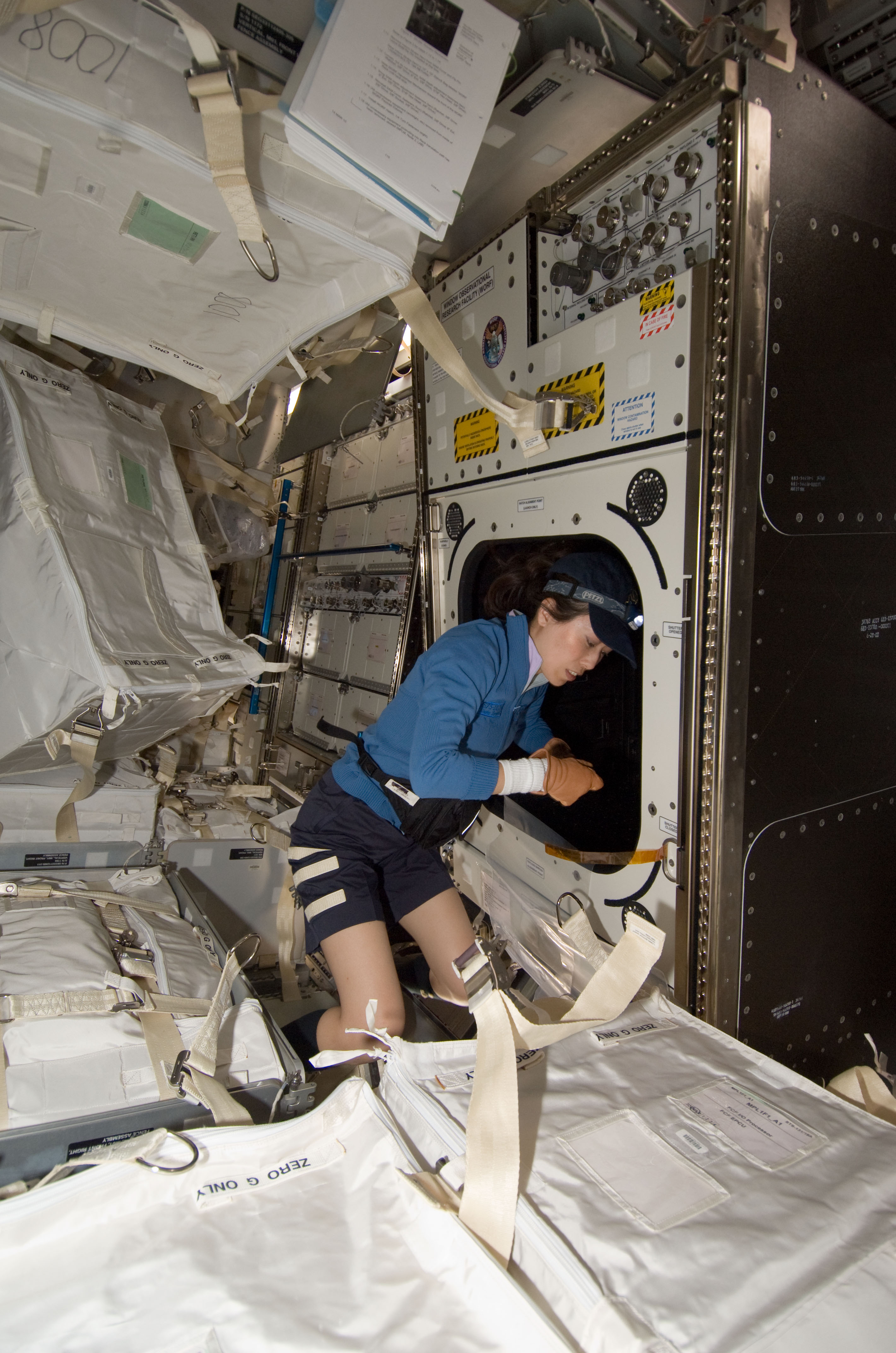
Naoko Yamazaki instalando el Window Observational Research Facility (WORF)

En 2010, el WORF fue llevado a la EEI a bordo de la STS-131 e instalado. Es una instalación que utiliza la ventana nadir del Destiny para soportar una variedad de tipos de fotografía y observaciones. WORF, que significa Window Observational Research Facility se construyó basándose en el estándar internacional de los racks (ISPR) y la tecnología del programa EXPRESS. La primera fotografía del WORF se tomó el 21 de enero de 2011 con la AgCam.
El nombre WORF se le puso en alusión al personaje homónimo Worf, que aparece en la franquicia de ciencia ficción Star Trek. Se creó un parche de misión especial para el WORF que incluía texto escrito en idioma klingon.

## En los medios
- El módulo Destiny aparece en la película de 2013 Gravity.
- El módulo, identificado como "el módulo de 2001 Destiny", iba a ser una pequeña sección de la Alpha (nombre futuro de la EEI) utilizada como trono al final de la película de 2017 Valerian y la ciudad de los mil planetas y así aparece en la novela. Pero finalmente en la película apareció el Módulo de Mando y Servicio de Apolo Destiny 2005.